# Carlo Cicuttini
Carlo Cicuttini (San Giovanni al Natisone, 23 marzo 1947 – Palmanova, 24 febbraio 2010) è stato un terrorista italiano naturalizzato spagnolo, autore della strage di Peteano insieme a Vincenzo Vinciguerra.

## Biografia
È stato un membro del movimento neo-fascista Ordine Nuovo. Fu anche segretario della sezione del Movimento Sociale Italiano del suo paese, San Giovanni al Natisone.

### La strage di Peteano
Il 31 maggio 1972, a Peteano di Sagrado, una Fiat 500 abbandonata con due fori di proiettili esplose uccidendo i carabinieri Donato Poveromo, di anni 33, Franco Dongiovanni, di anni 23, e Antonio Ferraro, di anni 31. Una telefonata anonima aveva avvisato i carabinieri dell'auto sospetta in sosta. Avvicinatisi, erano stati investiti dall'esplosione e uccisi.
In seguito alle indagini sulla Strage di Peteano, il terrorista neofascista Vincenzo Vinciguerra - reo confesso per la strage - scagionò nel 1982 Cicuttini dall'essere l'autore della telefonata anonima.

### L'espatrio
il 6 ottobre 1972, Ivano Boccaccio e Vinciguerra avevano tentato un assalto all'aeroporto di Ronchi dei Legionari per dirottare un aereo per chiedere un riscatto di duecento milioni di lire e la liberazione di Franco Freda, neofascista accusato della bomba di piazza Fontana. Un assalto finito nel sangue: Ivano Boccaccio resta ucciso e a Cicuttini viene imputata l'arma e il paracadute utilizzato per il dirottamento.
A fine 1972 Cicuttini espatriò in Spagna.
Nei primi tre anni della sua latitanza in Spagna, durata 26 anni, si sospetta una sua collaborazione con il regime franchista, in particolare contro gli indipendentisti baschi anche se il fatto risulta privo di riscontri. Acquisisce la cittadinanza spagnola sposandosi.
Fu condannato all'ergastolo, ma per due volte i giudici negarono la sua estradizione in Italia. Fu infatti arrestato nel 1983, ma la Spagna aveva approvato una legge nel 1977 che dichiarava non perseguibili i delitti politici.
Attirato in Francia con una promessa lavorativa, venne arrestato dai francesi ed estradato in Italia nel 1998, per scontare anche la condanna a 10 anni per l'assalto a Ronchi dei Legionari.
È morto a 62 anni nell'ospedale di Palmanova il 24 febbraio 2010.